# Weingut Bernhard Huber
Das Weingut Bernhard Huber liegt im badischen Breisgau, in Malterdingen. Auf den 26 ha des Weinguts wird hauptsächlich Spätburgunder angebaut. Das Weingut ist seit 1995 Mitglied im Verband Deutscher Prädikatsweingüter (VDP) und gehört dem Deutschen Barrique-Forum an.

## Geschichte
Die Geschichte des Weinguts selbst geht nicht weit zurück. Wie im Weinbaugebiet Baden traditionell üblich lieferten Bernhard Hubers Vorfahren ihr Traubengut bis 1987 in der Genossenschaft ab. Zunächst wurden nur Teile der Rebflächen aus dem Genossenschaftsverbund herausgelöst, bis die heutigen Besitzer die komplette Fläche eigenständig vermarkteten. Weitere Flächen wurden im Lauf der Zeit hinzugenommen, so verdoppelte sich die Rebfläche aus dem Jahr 2000 (13 ha) bis 2008.
Die Geschichte des Weinanbaus in Malterdingen geht auf Zisterziensermönche zurück, die in Malterdingen Grundbesitz hatten und ein Hofgut betrieben. Die Gewann in der das Weingut Huber liegt heißt heute noch Mönchhofmatten.
Das Weingut Bernhard Huber erzeugt vor allem trockene Weine mit frankophilem Charakter. Die Moste gären durch und erfahren eine lange Lagerzeit auf der Hefe. Für das Farb- und Tanninmanagement bei der Rotweinbereitung ist die traditionelle Maischegärung obligatorisch (siehe hierzu auch den Artikel Phenole im Wein). Die Mikrooxidation für einige ausgewählte Rotweine geschieht durch eine bis zu 18 Monate dauernde Lagerung in Eichenfässern. Durch den Einfluss der Barriquefässer entwickeln die Weine vielschichtige Duft- und Geschmacksnuancen. Ansonsten werden die Weine im Edelstahltank vinifiziert.
Im Weingut werden auch Winzersekte aus Pinotsorten selbst erzeugt.

## Lagen
Das Weingut bewirtschaftet ca. 26 ha Rebfläche in teils sehr steilen Weinbergslagen. Die Lagen sind durch ihren hohen Anteil von Muschelkalkverwitterungsboden geprägt. Diese speichern im Sommer Wärme und Feuchtigkeit und bieten den Reben so ein bevorzugtes Klima. Auch nachts gibt das Gestein seine Wärme an die Reben ab.
Alte Reben in über 40-jährigen Anlagen in einem steilen Südwestkessel verleihen durch gezielte Nutzung des Terroirs und handwerklichem Winzerkönnen den Spätburgundern, Chardonnay und Auxerrois viel Stoff und Fülle sowie ein reiches Duftspektrum. Nachdem Hubers Weine in den Anfangsjahren zu üppigen Fruchtbomben gerieten, glänzen sie seit Beginn des neuen Jahrtausend durch feinwürzige Fruchtdichte, die sie zu eleganten und komplexen Produkten machen. Ein nicht näher bezeichneter Spätburgunder von Bernhard Huber wurde als "Edition Schloss Bellevue" mehrfach 2006 auf Staatsbanketten ausgeschenkt.
Die Lagen des Weinguts erstrecken sich vom Hecklinger Schlossberg und Malterdinger Bienenberg bis zur Bombacher Sommerhalde.

## Sortenspiegel
(Stand: Weinwirtschaftsjahr 2007/2008)
- Spätburgunder (65 %) Das Synonym Malterdinger verweist bereits auf geeignete Terroirs
- Chardonnay (10 %)
- Weißburgunder (10 %)
- Grauburgunder (7 %)
  - Auxerrois, Freisamer, Muskateller + sonstige

## Leitung
Die Leitung des Weingutes haben nach dem Tod von Bernhard Huber am 11. Juni 2014 sein Sohn Julian und seine Frau Barbara Huber übernommen bzw. weitergeführt.

## Auszeichnungen
- Sieg beim Vinum-Rotweinpreis 1990
- ausgezeichnet von Wein-Plus mit der Kollektion des Jahres 2003 am 13. März 2004
- fünf Trauben im Gault-Millau Weinführer (bestmögliche Bewertung) Auszeichnung als «Winzer des Jahres» in 2008[5]
- 2010 „Weingut des Jahres 2011“ vom Schlemmer Atlas
- In der Auswahl Top 10 Deutschland 2021 wurde ihr Spätburgunder R Wildenstein „Réserve“ aus dem Jahr 2010 als bester Deutscher Wein bewertet.[6]